# Strychnos mellodora
Strychnos mellodora là một loài thực vật thuộc họ Loganiaceae. Loài này có ở Kenya, Mozambique, Tanzania, và Zimbabwe.